# Karoling Birodalom
Karoling Birodalom (latinul: Imperium Carolingorum, franciául: Empire carolingien egy hatalmas középkori európai állam volt, amelynek fővárosa többnyire Aachenben volt és a 9. században létezett. Magába foglalta a mai Franciaországot és Németország zömét, Olaszország nagy részét, valamint több más európai államot. Lakossága nagyjából 10-20 millió fő között mozgott.
Hivatalosan az államot "Nyugati Birodalomnak" (latinul: Imperium Occidentis, franciául: Empire d’Occident) más nevén Nagy Károly birodalma (latinul: Imperium Caroli Magni)  vagy a keresztény birodalom (imperium christianum) neveken nevezték, de a történetírásban Frank vagy Karoling Birodalomnak nevezik. A birodalom uralkodói általában "a rómaiak császára" címet viselték (latinul: imperator Romanorum) és a Nyugatrómai Birodalom örököseiként pozícionálták magukat.
A birodalom 800 végén létre, amikor III. Leó pápa császárrá koronázta Nagy Károly frank királyt Rómában. Később, 840-843-ban a birodalom három királyságra bomlott fel : Nyugati Frank-, Keleti Frank- és Középső Frank Királyságra, amelyek uralkodói megtartották a császári címet. A Középső birodalom 855-ben további három részre osztódott: Itáliára, Lotaringiára és Provence-ra . 
884-ben III. (Kövér) Károlynak sikerült ideiglenesen helyreállítania az egyesült Karoling Birodalmat, de az egyesülés már rövid életű volt, és 887 végén a birodalom több királyságra bomlott fel. Az itáliai uralkodók ugyan többször felvették a császári címet, de már nem volt hatalmuk az egykori birodalom területén. Az utolsó császár, I. Berengár 924-ben halt meg.